# Sent Pèir d'Armens
Sent Pèir d'Armens (en francès Saint-Pey-d'Armens) és un municipi francès situat al departament de la Gironda i a la regió de la Nova Aquitània.

## Demografia
| 1962                                       | 1968 | 1975 | 1982 | 1990 | 1999 | 2007 |
| ------------------------------------------ | ---- | ---- | ---- | ---- | ---- | ---- |
| 393                                        | 393  | 343  | 316  | 304  | 276  | 265  |
| Des de 1962: població sense dobles comptes |      |      |      |      |      |      |

## Administració
| Període   | Identitat          | Partit |
| --------- | ------------------ | ------ |
| 2001-2008 | Michel Castanet    |        |
| 2008-     | Véronique Marchive | MoDem  |